# Івонн Шоке-Брюа
Івонн Шоке-Брюа (фр. Yvonne Choquet-Bruhat; 29 грудня 1923, Лілль, Франція — 11 лютого 2025) — французький математик і фізик. Вона зробила основоположний внесок у вивчення загальної теорії відносності Ейнштейна показавши, що Рівняння Ейнштейна можна представити у вигляді коректно поставленої задачі з початковими значеннями. У 2015 році її проривна стаття була названа журналом Classical and Quantum Gravity одним із тринадцяти «віхових» результатів у вивченні загальної теорії відносності за сто років її вивчення вона була першою жінкою, обраною до Французької академії наук, і є Великим офіцером Почесного легіону.

## Біографія
Івонна Брюа народилася 1923 року в Ліллі. Її матір'ю була професорка філософії Берта Юбер, а батьком — фізик Жорж Брюа, загиблий у 1945 році в концентраційному таборі Заксенгаузен. Її брат Франсуа Брюа також став математиком, зробивши помітний внесок у вивчення алгебраїчних груп.
Брюа здобула середню освіту в Парижі. У 1941 році вона взяла участь у престижному національному конкурсі Concours général, вигравши срібну медаль з фізики. З 1943 до 1946 року вона навчалася в Вища нормальна школа в Парижі, а з 1946 року працювала там асистентом викладача і проводила дослідження під керівництвом Андре Ліхнеровича.
У 1947 році вона вийшла заміж за колегу-математика Леонса Фуре. Їхня донька Мішель зараз (станом на 2016 рік) еколог. У 1960 році Брюа і Фуре розлучилися, а пізніше вона вийшла заміж за математика Густава Шоке і змінила прізвище на Шоке-Брюа. У неї і Шоке було двоє дітей; її син Даніель Шоке — нейробіолог, а донька Женев'єва — лікарка.
З 1949 по 1951 рік вона була науковою співробітницею Французького національного центру наукових досліджень, і здобула докторський ступінь.
У 1951 році вона стала науковим співробітником із докторським ступенем в Інституті перспективних досліджень в Прінстоні, штат Нью-Джерсі, США. Її науковий керівник Жан Лере запропонував Івонні вивчити динаміку рівнянь поля Ейнштейна. Він також познайомив її з Альбертом Ейнштейном, з яким вона ще кілька разів консультувалася під час свого перебування в Інституті.
У 1952 році Брюа та її чоловікові запропонували роботу в Марселі, що прискорило її ранній відхід з Інституту. Того ж року вона опублікувала інформацію про локальне існування та унікальність рішень вакуумних рівнянь Ейнштейна, що стало її найвідомішим досягненням. Її робота доводить правильність рівнянь Ейнштейна і поклала початок вивченню динаміки в загальній теорії відносності.

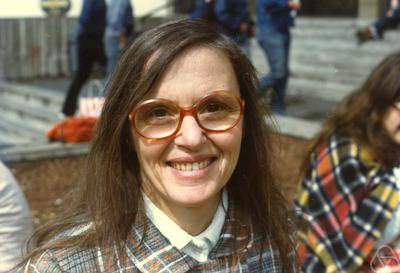
Шоке-Брюа в Каліфорнійському Університеті Берклі, в 1974 році.

## Кар'єра
У 1958 році вона була нагороджена Срібною медаллю Національного центру наукових досліджень. З 1958 по 1959 рік викладала в Реймському університеті. У 1960 році вона стала професором Університету П'єра і Марії Кюрі ('UPMC) в Парижі і залишалася професором або почесним професором до виходу на пенсію в 1992 році.
В Університеті П'єра і Марії Кюрі вона продовжувала вносити значний внесок у математичну фізику, особливо в загальну теорію відносності, супергравітації і неабелеві калібрувальні теорії стандартної моделі. Її робота 1981 року з Дімітріосом Хрістодулу показала існування глобальних розв'язків рівнянь Янга-Міллса, Хіггса і спінорного поля у вимірах 3+1. Крім того, 1984 року вона провела, можливо, перше математичне дослідження супергравітації, результати якого можна поширити на важливу нині модель у вимірах D=11.
У 1978 році Івонну Шоке-Брюа було обрано кореспондентом Академії наук, а 14 травня 1979 року вона стала першою жінкою, обраною її дійсним членом. З 1980 до 1983 року вона була президентом Міжнародного комітету із загальної теорії відносності та гравітації. У 1985 році її було обрано членом Американської академії мистецтв і наук. У 1986 році Асоціація жінок у математиці обрала Шоке-Брюа для читання престижної Нетерівськой лекції